# Anne Tønnes
Anne Barbara Sidenius Tønnes født 9. oktober 1963 i Aalborg) er en dansk jurist, der siden 2017 har været politidirektør i Københavns Politi.
Anne Tønnes blev cand.jur. fra Aarhus Universitet i 1988 og kom derefter til Registertilsynet som fuldmægtig. Derpå fulgte fra 1990 flere stillinger i Justitsministeriet inden hun i 2005 kom til Holbæk Politi som konstitueret politimester. Fra 2007 var hun vicepolitidirektør i Midt- og Vestsjællands Politi, fra 2012 projektleder i Rigspolitiet og fra 2013 vicepolitidirektør i Københavns Politi. I 2015 blev hun udnævnt til politidirektør i Midt- og Vestsjællands Politi, inden hun i 2017 rykkede til Københavns Politi for her at indtage samme stilling.
I april 2023 blev hun kommandør af Dannebrog.
Anne Tønnes er gift og har tre børn.